# De roep van Cthulhu
De Roep van Cthulhu (originele titel: The Call of Cthulhu) is een sciencefiction/horror-novelle, geschreven door H. P. Lovecraft. Het verhaal werd voor het eerst gepubliceerd in het tijdschrift Weird Tales in februari 1928. Het is het enige verhaal van Lovecraft waarin de godheid Cthulhu een grote rol speelt.
Het verhaal is geschreven als een documentaire, met drie verschillende vertelperspectieven verbonden door één verteller.

## Inhoud

### The Horror in Clay
Verteller Francis Wayland Thurston vindt een manuscript en een bevreemdend afgodsbeeldje in een afgesloten koffertje tussen de papieren van zijn recentelijk overleden oudoom George Gammell Angell, een vooraanstaande professor in Semitische talen. Hoewel hij in eerste instantie weinig wijs wordt uit zijn vondst, wekt de inhoud zijn interesse.
Het kleifiguurtje stelt een wezen voor dat zich nog het beste laat omschrijven als een mengeling tussen een octopus, een draak en een humanoïde wezen. Het blijkt gemaakt te zijn door Henry Anthony Wilcox, een student aan de Rhode Island School of Design. Hij zou het wezen hebben gezien in een droom die hem overkwam vlak na een milde, in New England voelbare aardschok. Hij zag ook een vreemde stenen stad met enorme monolieten, groen slijk en vreemde hiërogliefen. Wilcox bleef ook in de tijd na dit eerste voorval dromen over dezelfde onderwerpen en Angell bleef hem hierover ondervragen. Twee woorden kwamen in Wilcox' omschrijvingen steeds terug; Cthulhu en R'lyeh.  Dit ging door tot Wilcox verviel in een delirium en niet meer aanspreekbaar was. Volgens zijn doktoren ijlde hij ook in die tijd over onderwerpen die overeenkomsten vertoonden met die waarover hij Angell vertelde. Ruim een week na het begin van zijn delirium was Wilcox van het één op het andere moment weer volkomen de oude. Hij voelde zich weer prima en kon zich niets herinneren van zijn dromen. Angell ontdekte dat er in diezelfde periode wereldwijd mensen dergelijke dromen hadden, zich spontaan bezig gingen houden met vreemde rituelen of zelfmoord pleegden. Vooral creatieve geesten en patiënten van mentale inrichtingen werden door het verschijnsel getroffen.

### The Tale of Inspector Legrasse
In het tweede deel omschrijft Thurston waarom het onderwerp Cthulhu zijn oudoom zo fascineerde. Hij had dit woord zeventien jaar eerder al eens gehoord, in 1908. Politie-inspecteur John Raymond Legrasse was toen naar de jaarlijkse bijeenkomst van de American Archaeological Society gekomen. Hij had de aanwezige groep geleerden, waaronder professor Angell, eenzelfde beeld laten zien. Dit was gemaakt van een niet te identificeren groen-zwarte steensoort. Legrasse en zijn mannen hadden het aangetroffen terwijl het ritueel werd vereerd door een mensenofferende sekte in de moeraslanden ten zuiden van New Orleans. Hij was naar de bijeenkomst gekomen voor informatie over het sculptuur. Geen van de geleerden kon Legrasse veel wijzer maken. Alleen professor antropologie William Channing Web had al eens iets soortgelijks gezien, tijdens een expeditie op Groenland 48 jaar eerder. Hier bleek een eskimostam te bestaan die ook mensenoffers bracht en eenzelfde soort beeld vereerde. Legrasse had verschillende leden van de sekte nabij New Orleans laten ondervragen. Zo had hij ontdekt dat ze een groep wezens genaamd 'de Grote Ouden' aanbidden, machtige wezens die leefden ver voordat er mensen waren. De sekte zou volgens gearresteerde leden zo oud zijn als de mensheid zelf; de oprichters hadden hun kennis van de Grote Ouden zelf ontvangen via hun dromen. Doel van de sekte zou zijn om de Grote Ouden te helpen bij hun ontwaking en terugkeer naar de aarde wanneer de sterren in de juiste positie staan. Het afgebeelde wezen moest hun priester Cthulhu voorstellen. Hij zou slapen in zijn huis in de stenen stad R'lyeh, tot het moment daar was en hij na inmenging van de hogepriesters van de sekte de andere Ouden zou doen ontwaken. Daarna zou hun wereldheerschappij in ere worden hersteld.

### The Madness from the Sea
In het derde deel gaat Thurston, nieuwsgierig geworden door de notities van Angell, zelf op zoek naar meer informatie over de Cthulhusekte. Hij ontdekt bij toeval een artikel uit de Australische krant 'Sydney Bulletin', daterend van 8 april 1925. Hierin wordt gesproken over de vondst van een gestrand schip genaamd de Emma. Hierop was slechts één overlevende aanwezig: de Noorse zeeman Gustaf Johansen. Volgens Johansen werden hij en zijn collega’s aangevallen door een ander schip, de Alert. De bemanning daarvan leek niet voor rede vatbaar. Ze konden de aanval afslaan en confisqueerden hun vaartuig. De volgende dag ontdekten de matrozen een eiland in de buurt van 47° 9' S, 126° 43' W, hoewel daar volgens de kaart geen eilanden zijn. Veel van de matrozen stierven tijdens het verkennen van het eiland.
Het krantenartikel stopt hier, maar Thurston ziet in dat de oorspronkelijke bemanning van de Alert deel uitmaakte van de Cthulhu-sekte. Hij bezoekt de vrouw van de inmiddels overleden Johansen. Zij geeft hem een manuscript geschreven door haar man. Thurston leest hierin hoe Johansen en zijn collega’s het eiland verkenden. Het was een gigantische stenen stad met enorme monolieten, groen slijk en vreemde hiërogliefen. Ze werden voortdurend verward doordat hun hersenen de afmetingen van wat ze zagen niet konden bevatten. Een van de matrozen opende er een doorgang en bevrijdde daarmee Cthulhu, een groene slijmerige entiteit met de afmetingen van een lopende berg. Sommige bemanningsleden werden bij zijn aanzien spontaan krankzinnig, anderen werden gedood tijdens hun poging om te vluchten. Alleen Johansen en een man genaamd Briden ontkwamen nadat Johansen het hoofd van Cthulhu ramde met het schip. Hij herstelde hier meteen van, maar het gaf ze genoeg tijd om te ontkomen. Briden stierf kort daarna alsnog aan krankzinnigheid.
Thurston beëindigt zijn verhaal met een pessimistische boodschap; hij verwacht dat hij spoedig zal sterven, net als Angell en Johansen. Hij denkt dat zij geen natuurlijke dood stierven en dat hij nu zelf ook te veel weet, terwijl de sekte nog bestaat. Hij benadrukt dat zijn manuscript nooit openbaar mag worden. Hoewel R'lyeh weer gezonken en Cthulhu opnieuw gevangen blijkt, denkt hij niet dat het gevaar daarmee geweken is. Hij verwacht dat het een kwestie van tijd is voor de Grote Ouden echt zullen terugkeren.

## Inspiratie
De Amerikaanse theoloog Robert M. Price noemde in zijn boek The Cthulhu Cycle het gedicht The Kraken van Alfred Tennyson een belangrijke inspiratiebron voor Lovecrafts verhaal. Beide gaan over enorme, octopusachtige monsters die onder de zee wachten op het moment dat ze kunnen terugkeren. Ook had Lovecraft zich volgens hem laten inspireren door de werken van Lord Dunsany.
S.T. Joshi en David E. Schultz noemen Guy de Maupassants Le Horla en Arthur Machens The Novel of the Black Seal (1895) als mogelijke inspiratiebronnen voor Lovecraft.

## Significantie
'De Roep van Cthulhu' werd aanvankelijk geweigerd voor Weird Tales door redacteur Farnsworth Wright. Hij veranderde van gedachten toen Lovecrafts vriend en collega-schrijver Donald Wandrei hem wist over te halen.
Het verhaal werd met uiteenlopende reacties ontvangen. Sommige lezers vonden het een opmerkelijke prestatie. Zo noemde Robert E. Howard het verhaal in een brief aan Weird Tales een meesterwerk. Anderen waren er minder over te spreken.
De Franse schrijver Michel Houellebecq noemt in zijn boek H. P. Lovecraft: Against the World, Against Life het verhaal Lovecrafts eerste grote werk.
Het tweede album Ride the Lightning van Metallica eindigt met The Call of Ktulu.

## Publicatie
Het verhaal is meerdere malen opgenomen in verhalenbundels:
- Tales of the Cthulhu Mythos
- Tales of the Cthulhu Mythos: Golden Anniversary Anthology
- The Cthulhu Cycle
- The Call of Cthulhu and Other Weird Stories
- American Supernatural Tales
- Cry Horror! original title: The Lurking Fear
- H. P. Lovecraft: Tales (Library of America)

## Bewerkingen
- De Atlanta Radio Theatre Company maakte als onderdeel van de Dragon Con van 1987 een audioversie van het verhaal.[10]
- In 1989 werd het boek bewerkt tot een audioboek door Landfall Productions.
- In 1988 voorzag John Coulthart het verhaal van illustraties.
- In 2005 maakte de H. P. Lovecraft Historical Society een stomme film-versie van het verhaal, getiteld The Call of Cthulhu.